# Barra de Miño
Barra de Miño es un lugar español situado en la parroquia de Santo Eusebio da Peroxa, del municipio de Coles, en la provincia de Orense, Galicia. Tenía en 2023 una población de 52 habitantes.
Dispone de una estación en la línea férrea  Monforte de Lemos-Redondela.